# Restaurant Ballhaus
Das Restaurant Ballhaus war ein Restaurant im 1. Wiener Gemeindebezirk in der Amalienburg und erste Auftragsarbeit von Hermann Czech.

## Gründung
Laut einer Anekdote von Hermann Czech bekam sein Vater Josef Czech als Dank für seine aktive Hilfe beim Brand der Polizeikaserne in der Rossauer Lände das Lokal in der Schauflergasse 1 als Pacht angeboten und betrieb es ab 1946 als Polizeikantine, in der auch Hermann Czech aushalf. Später wurde es zum offenen Restaurantbetrieb unter dem Namen „Restaurant Hofburg“ ausgeweitet.

## Umgestaltung 1961–62
Das Lokal wurde 1961 bis 1962 von Hermann Czech, Wolfgang Mistelbauer und Reinald Nohal gestaltet. Es ist die erste Auftragsarbeit von Hermann Czech. Für die Gestaltung der Inneneinrichtung wurden Vorlagen von Josef Hoffmann verwendet: Die Tapeten der gewölbten Räume bestanden aus verschiedenen zweifarbigen Blumenmuster nach Hoffmann (schwarz-weiß, rot-gelb und blau-gelb), die Sessel nach einem Design von Hoffmann. Die Bürorasterleuchten erzeugten eine gleichmäßig (ungewohnt) helle Beleuchtung der Räume ohne zu blenden. Czech bezog sich laut eigenen Angaben auf die Lichtstimmung des Films Jules und Jim (François Truffaut, 1962).

## Rezeption
Im Gespräch mit Wolfgang Kos sagt Hermann Czech über das Ballhaus:

„Das erste Lokal, das ich zusammen mit Mistelbauer und Nohal gemacht habe, war für meinen Vater, eben das Restaurant "Ballhaus". Da haben wir Elemente von Josef Hoffmann kombiniert. An und für sich war ich im Verständnis der Auseinandersetzung Loos gegen Hoffmann auf der Seite von Loos. Aber wir haben ganz bewusst auf Dekoration gesetzt, mit Hoffmann-Tapeten, einem Hoffmann-Stoff und Hoffmann-Sesseln, und zwar aus verschiedenen Zeitepochen. So ein Lokal hätte Hoffmann also nie eingerichtet. Wir wollten mit kalkulierten Mitteln eine bestimmte Wirkung erzielen. Friedrich Achleitner hat später geschrieben, beim "Ballhaus" seien sogar Methoden der Collage aus der Literatur in die Architektur übersetzt worden.“

Friedrich Achleitner, für den mit dem Restaurant Ballhaus eine dritte Phase der Wiener Rezeption der Moderne bzw. von Josef Frank beginnt, schreibt:

„Indirekt angesprochen ist [in der Beschreibung der Arbeit vom März 1963] das Thema Original und Replik, es wird sogar der Begriff Zitat benutzt. Die Methode ist der Montage oder Collage, die Leistung des Architekten verlagert sich zum Teil von der Erfindung von Originalen zur Anwendung solcher. Man könnte auch behaupten, Methoden der Literatur (etwa von Brecht oder der „wiener gruppe“) werden in die Architektur übernommen.“

Friedrich Kurrent schreibt in einem 2016 publizierten Brief (vom 11. November 2006) zu Hermann Czechs 70. Geburtstag, dass das „Restaurant Ballhaus […] das erste Beispiel eines „Wiener Manierismus“ in der Architektur nach dem Zweiten Weltkrieg“ war und dass die Wiener Nachkriegsarchitektur mit dem Restaurant Ballhaus begann (und also nicht mit Holleins Retti 1965):

„Es war eben nicht so, wie es die Publizisten und Pseudo-Architekturgeschichtler seit Jahrzehnten nachbeten, dass erst mit dem Geschäft Retti von Hollein die Architektur in Wien nach dem Krieg wieder beginnt. Das war 1965 und damit vier Jahre nach dem Ballhaus […].“